# 井沢洋二
井沢 洋二（いざわ ようじ、1949年 - ）は、日本のイラストレーター。宮城県仙台市出身。武蔵野美術大学商業デザイン学科卒業。1976年、CBSソニーに入社し、1979年退社後、フリーのイラストレーターとなり絵本、挿絵、広告で活動。

## 受賞歴
- 1986年 - ボローニャ国際絵本原画展グランプリ
- 1986年 - ニューヨークタイムズ年間最優秀絵本賞
- 1987年 - 第34回サンケイ児童出版文化賞
- 1992年 - アドビデザインコンテスト’92アグファゲバルト賞

## 主な作品
- あさ One Morning（1985年9月、ジー・シー、文:舟越カンナ）
- 夏の日 One Fine day（1995年7月、河出書房新社）
- 冬の日 One Evening（1987年9月、ジー・シー、文:舟越カンナ）
- 冬の旅 One Christmas（1989年10月、すえもりブックス、文:舟越カンナ）
- そらに In The Sky（1995年10月、すえもりブックス、文:舟越カンナ）
- ソフトクリームとっきゅう（1979年10月、ポプラ社、文:矢玉四郎）
- おそらに はては あるの?（2003年12月10日、玉川大学出版部、文:佐治晴夫）
- みんなおともだち（2003年9月、ポプラ社）